# Копчелиите
Копчелиите је село у општини Габрово, у области Габрово, на северу централне Бугарске.